# Heliangelus
Heliangelus é um género de beija-flor da família Trochilidae.
Este género contém as seguintes espécies:
- helianjo-de garganta-ametista, colibri-anjo-ametista  - Heliangelus amethysticollis (Orbigny e Lafresnaye, 1838)
- helianjo-de-cauda-azul, colibri-peitoral - Heliangelus strophianus (Gould, 1846)
- helianjo-turmalina, colibri-turmalina - Heliangelus exortis (Fraser, 1840)
- helianjo-de garganta-laranja, colibri-de-garganta-laranja - Heliangelus mavors Gould, 1848
- helianjo-garganta-de-fogo, colibri-chama - Heliangelus micraster Gould, 1872
- helianjo-azul, colibri-real - Heliangelus regalis Fitzpatrick, Willard e Terborgh, 1979
- helianjo-de-garganta-violeta , colibri-anjo-violeta - Heliangelus viola Gould, 1853